# Dein ist mein ganzes Herz

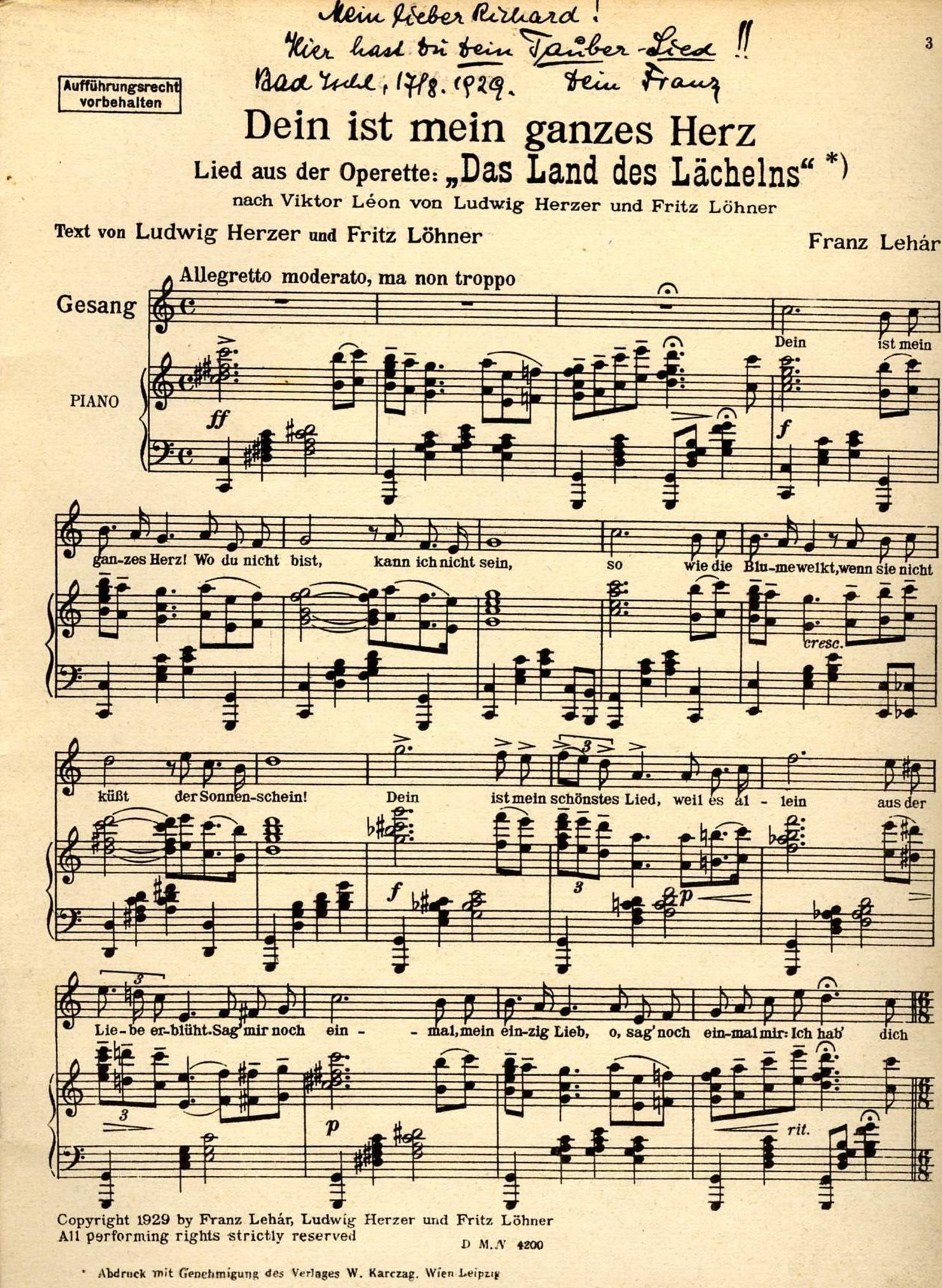
Arienpartitur mit der Inschrift des Komponisten an Richard Tauber, August 1929

Dein ist mein ganzes Herz ist das wohl bekannteste Lied aus dem 2. Akt der 1929 uraufgeführten Operette Das Land des Lächelns von Fritz Löhner-Beda und Ludwig Herzer mit Musik von Franz Lehár.

## Komposition
Das Lied steht in Des-Dur und ist nach dem Schema Einleitung-Refrain-Strophe-Refrain aufgebaut. Das dreitaktige, mit einem  verminderten Septakkord in Fortissimo einsetzende Vorspiel erzeugt sofort eine dramatische Stimmung. Die im Vier-Viertel-Takt gehaltene Titelmelodie (Allegretto moderato ma non troppo) geht im 16. Takt durch zwei überleitende Takte mit dem 2. Thema in die Strophe über, die im Sechs-Achtel-Takt (Etwas bewegter) gehalten ist und durch charakteristische Läufe aus Sechzehntelnoten begleitet wird. Danach wird die Titelmelodie wiederholt und endet schneller werdend (Allegro) mit dem über vier Takte gehaltenen Schlusston im dreifachen Fortissimo.

## Geschichte
Teile des Liedes schrieb Lehár bereits in der 1923 unter dem Namen Die gelbe Jacke uraufgeführten Erstfassung der Operette für die Person des chinesischen Prinzen Sou-Chong. Fritz Löhner-Beda verlegte daraus die Passage Duft strömt aus deinem Haar und deine Haut ist wie Parfüm… aus dem ersten in den zweiten Akt und textete stattdessen Dein ist mein ganzes Herz, wo du nicht bist, kann ich nicht sein…. Die Melodie dafür fand er in einem 16-taktigen Arioso auf Seite 120 der 124 Seiten langen Klavierpartitur, das dem Gedächtnis des Komponisten bereits entfallen war.
Das Lied wurde dem Tenor Richard Tauber gewidmet, der es uraufführte, aber auch immer wieder als Zugabe sang und so zu großer Popularität brachte. Nach der 1938 erfolgten Emigration Taubers nach London wurde das Lied auch im englischen Sprachraum sowohl mit dem deutschen Text als auch in der englischen Übersetzung (You are my heart's delight) ein Weltschlager. Es galt als das Tauberlied.
Am 10. Dezember 2012 wurde das Lied in Oslo von Tenor Brenden Gunnell zum Abschluss der Feier zur Verleihung des Friedensnobelpreises an die Europäische Union gesungen.

## Weitere Interpreten
Weitere Interpreten des Liedes waren unter anderem: Joseph Schmidt, Fritz Wunderlich, Jussi Björling, Mario Lanza, Sergio Franchi im Duett mit Anna Moffo, Plácido Domingo, José Carreras, Luciano Pavarotti, Jonas Kaufmann, Anna Netrebko, Rolando Villazón, Stuart Burrows und Rudolf Schock. Modernisierte Adaptionen gibt es u. a. von Heinz Rudolf Kunze, Oscar Peterson, James Last, Frank Sinatra, Manfred Krug und Max Raabe.

## Text
| Dein ist mein ganzes Herz! Wo du nicht bist, kann ich nicht sein, so, wie die Blume welkt, wenn sie nicht küßt der Sonnenschein! Dein ist mein schönstes Lied, weil es allein aus der Liebe erblüht. Sag' mir noch einmal, mein einzig Lieb, o sag' noch einmal mir: Ich hab' dich lieb! Wohin ich immer gehe, ich fühle deine Nähe. Ich möchte deinen Atem trinken und betend dir zu Füßen sinken, dir, dir allein! Wie wunderbar ist dein leuchtendes Haar! Traumschön und sehnsuchtsbang ist dein strahlender Blick. Hör ich der Stimme Klang, ist es so wie Musik. Dein ist mein ganzes Herz... |

## Rezeption
1985 veröffentlichte Heinz Rudolf Kunze seinen bislang erfolgreichsten Song Dein ist mein ganzes Herz vom gleichnamigen Album. Darin zitiert er nicht nur den Titel der Arie, sondern auch die Zeile Wo du nicht bist, kann ich nicht sein.